# پوستاسمش
پوستاسِمِش (به مجاری:  Pusztaszemes) یک منطقهٔ مسکونی در مجارستان است که در ناحیه شیوفوک واقع شده‌است. پوستاسمش ۱۰٫۳۹ کیلومتر مربع مساحت و ۳۳۸ نفر جمعیت دارد.